# Igor Vinícius
Igor Vinícius de Souza (Sinop, 1 de abril de 1997) é um futebolista brasileiro que atua como lateral-direito. Joga no Santos.

## Carreira

### Santos
Nascido em Sinop, Igor entrou nas categorias de base do clube paulista Santos em 2010, aos 12 anos de idade. Jogou pelos times de base do Peixe até 2016, quando aos seus 18 anos foi integrado ao time profissional para um jogo da Copa do Brasil contra o Santos-AP em 21 de abril, entrando no intervalo do segundo tempo. A partida acabou empatada em 1–1.

### Ituano
Sem nunca ter tido muitas chances no Santos, atuando em duas partidas, Igor assinou em 2017 com o Ituano até dezembro de 2019.
Em seus primeiros meses de clube, integrou o time sub-20, porém em 2018 foi em definitivo para o profissional, sendo titular em todo o Paulistão daquele ano. Marcou seu primeiro gol como profissional em 17 de janeiro de 2018, em uma vitória por 3–1 sobre o São Caetano, no Paulistão.

### Ponte Preta
Após o Paulistão 2018, foi emprestado a Ponte Preta até o fim da temporada. Pela Ponte, foi titular indiscutível, atuando em 30 partidas da Série B e em 3 da Copa do Brasil, não marcando nenhum gol.

### São Paulo

#### 2019
Após excelente temporada na Ponte Preta, teve a principal transferência de sua carreira: havia sido emprestado ao São Paulo até o fim de 2019.
Em 3 de fevereiro, fez sua estreia pelo Tricolor na vitória por 1–0 sobre o São Bento no Paulistão. Marcou seu primeiro gol pelo São Paulo em 8 de dezembro, ao marcar o gol da vitória por 2–1 sobre o CSA. Na temporada, atuou em 29 partidas e marcou 1 gol, além de conceder 2 assistências. Em 20 de dezembro, o São Paulo anunciou a compra de Igor em definitivo por R$2 milhões até o fim de 2022.

#### 2020
Em 2020, Igor atuou sob o comando de Fernando Diniz e disputou mais partidas que na temporada anterior. Foram 34 jogos disputados no ano. Além disso contribuiu com 3 assistências, não marcando nenhum gol.

#### 2021
Completando 2 anos de São Paulo, Igor começou a temporada 2021 como reserva sob o comando de Hernán Crespo. Em 25 de abril, fez o primeiro gol da vitória por 3–0 sobre o Ituano na fase de grupos do Paulista. Em 14 de maio, fez o terceiro gol da vitória por 4–2 sobre a Ferroviária, no mata-mata. Além disso, deu outras duas assistências no jogo. Em 23 de maio de 2021, fez parte do grupo campeão do Paulistão pela primeira vez desde 2005, vencendo a final por 2–0 contra o Palmeiras no Morumbi. Esse foi o primeiro título da carreira de Igor, que atuou muito bem nos 2 jogos da final. Terminou 2021 com 2 gols e 5 assistências em 40 jogos.

#### 2022
Igor começou a temporada de 2022 como reserva do novo contratado Rafinha. Apesar disso, fez parte do elenco vice-campeão Paulista para o Palmeiras, perdendo o jogo de volta por 4–0 após vencer a ida por 3–1. Seu primeiro gol na temporada foi em 3 de fevereiro, quando no rebote de um chute na trave marcou o primeiro gol do São Paulo na derrota por 4–3 sob o RB Bragantino. Em 13 de maio, marcou o gol da vitória por 2–0 sobre o Juventude, na Copa do Brasil, após arrancar desde o meio de campo até a entrada da área e chutar colocado no canto do goleiro. Além disso deu a assistência para o outro gol do jogo.
No dia 12 de junho, após entrar em campo na partida contra o América pelo Brasileirão, Igor bateu o recorde de jogador com a maior invencibilidade dentro do Morumbi na história do São Paulo, com 38 partidas sem perder na casa do Tricolor. Isso porque, com assistência de Igor, o São Paulo derrotou os mineiros por 1–0. Em 15 de julho, se destacou na heroica classificação contra o Palmeiras nos pênaltis pelas oitavas da Copa do Brasil. Na disputa de penalidades, Igor foi responsável pela 4 quarta cobrança do São Paulo, chutando com muita classe no ângulo de Weverton. Após a batida, saiu com os braços abertos provocando o goleiro rival. Em 11 de agosto, marcou o gol da classificação do Tricolor sobre o Ceará, pelas quartas da Sul-Americana. O São Paulo perdeu o jogo por 2–1, mas por ter vencido o primeiro por 1–0 (com gol de Nikão, assistência de Igor), levou-o para as penalidades. Nelas, Igor errou sua cobrança, parando na trave, mas Patrick marcou o gol da classificação do time. três dias depois, Igor jogou muito bem e marcou o gol da vitória por 3–0 sobre o RB Bragantino, pelo Brasileirão. No gol, finalizou no alto de Cleiton após entrar sozinho no lado direito da área e receber de Nestor.
Em 16 de agosto, o São Paulo anunciou a renovação do contrato de Igor até dezembro de 2025. Em 9 de setembro, nas semifinais da Sul-Americana, Igor mostrou de novo que era um bom batedor de pênaltis. Após o jogo contra o Atlético Goianiense ir às penalidades, Igor mais uma vez bateu sua cobrança no ângulo, marcando o gol. No final, Galoppo fez o gol da vitória Tricolor. Fez parte do grupo vice-campeão da Sul-Americana, ao serem derrotados por 2–0 para o Independiente del Valle na Grande Final, em Córdoba. Igor foi titular no jogo inteiro. Após o fim da competição, Igor foi selecionado para o time do torneio pelas ótimas atuações na campanha. Fazendo a melhor temporada de sua carreira, atuou em 48 jogos, marcando 4 gols e dando 6 assistências. Foi o lateral-direito com mais participações em gols no Brasil na temporada de 2022.

#### 2023
Em 19 de janeiro de 2023, na vitória do Tricolor por 2 a 1 por Ferroviária, em Araraquara, de virada, pela segunda rodada do Paulistão, Igor se machucou. No dia 15 de março, passou por cirurgia para tratar de uma pubalgia que vinha tratando desde o jogo contra Ferroviária.

### Retorno ao Santos
Em 1 de julho de 2025, acertou seu retorno ao Santos. O jogador chega ao Peixe após rescindir o vínculo com o São Paulo. O Tricolor manteve um percentual dos direitos econômicos do atleta para facilitar a saída dele. O vínculo com o Santos é válido até 30 de junho de 2028.

## Estatísticas
| Clube             | Temporada         | Campeonatos nacionais | Campeonatos nacionais | Campeonatos nacionais | Copa nacional | Copa nacional | Copa nacional | Competições continentais | Competições continentais | Competições continentais | Outros torneios | Outros torneios | Outros torneios | Total | Total | Total   |
| Clube             | Temporada         | Jogos                 | Gols                  | Assist.               | Jogos         | Gols          | Assist.       | Jogos                    | Gols                     | Assist.                  | Jogos           | Gols            | Assist.         | Jogos | Gols  | Assist. |
| ----------------- | ----------------- | --------------------- | --------------------- | --------------------- | ------------- | ------------- | ------------- | ------------------------ | ------------------------ | ------------------------ | --------------- | --------------- | --------------- | ----- | ----- | ------- |
| Santos            | 2016              | 0                     | 0                     | 0                     | 2             | 0             | 0             | —                        | —                        | —                        | —               | —               | —               | 2     | 0     | 0       |
| Santos            | Total             | 0                     | 0                     | 0                     | 2             | 0             | 0             | —                        | —                        | —                        | —               | —               | —               | 2     | 0     | 0       |
| Ituano            | 2018              | —                     | —                     | —                     | —             | —             | —             | —                        | —                        | —                        | 14              | 2               | 0               | 14    | 2     | 0       |
| Ituano            | Total             | —                     | —                     | —                     | —             | —             | —             | —                        | —                        | —                        | 14              | 2               | 0               | 14    | 2     | 0       |
| Ponte Preta       | 2018              | 33                    | 0                     | 6                     | —             | —             | —             | —                        | —                        | —                        | —               | —               | —               | 33    | 0     | 6       |
| Ponte Preta       | Total             | 33                    | 0                     | 6                     | —             | —             | —             | —                        | —                        | —                        | —               | —               | —               | 33    | 0     | 6       |
| São Paulo         | 2019              | 19                    | 1                     | 2                     | 2             | 0             | 0             | —                        | —                        | —                        | 8               | 0               | 0               | 29    | 1     | 2       |
| São Paulo         | 2020              | 26                    | 0                     | 2                     | 1             | 0             | 1             | 3                        | 0                        | 0                        | 4               | 0               | 0               | 34    | 0     | 3       |
| São Paulo         | 2021              | 22                    | 0                     | 0                     | 2             | 0             | 0             | 3                        | 0                        | 0                        | 13              | 2               | 5               | 40    | 2     | 5       |
| São Paulo         | 2022              | 23                    | 1                     | 2                     | 8             | 1             | 2             | 12                       | 1                        | 2                        | 5               | 1               | 0               | 48    | 4     | 6       |
| São Paulo         | Total             | 90                    | 2                     | 4                     | 13            | 1             | 3             | 18                       | 1                        | 2                        | 30              | 3               | 5               | 151   | 7     | 16      |
| Total na carreira | Total na carreira | 123                   | 2                     | 10                    | 15            | 1             | 3             | 18                       | 1                        | 2                        | 44              | 5               | 5               | 200   | 9     | 22      |

## Títulos
São Paulo
- Campeonato Paulista: 2021
- Copa do Brasil: 2023[39]

### Prêmios individuais
- Seleção da Copa Sul-Americana de 2022